# Franz Podgorski
Franz Podgorski (* 3. April 1913 in Kassel; † 25. April 1990) war ein deutscher Fußballspieler und -trainer.

## Karriere
Podgorski spielte 1947/48 für Borussia Dortmund in der Oberliga West und trug mit fünf Toren in 18 Punktspielen zur Westdeutschen Meisterschaft bei. Zur Saison 1948/49 wechselte er zum Ruhrgebietsrivalen FC Schalke 04, bei dem er nach nur einer Saison und sechs Punktspielen seine aktive Fußballerkarriere beendete. Nach dem Erwerb der Trainerlizenz übernahm er den in Hemer im Märkischen Kreis ansässigen SV Hemer 08, den er 1953 in die Landesliga Westfalen Gruppe 2 führte.

## Erfolge
- Westdeutscher Meister 1948